# Скіту (Олт)
Скіту (рум. Schitu) — село у повіті Олт в Румунії. Входить до складу комуни Скіту.
Село розташоване на відстані 121 км на захід від Бухареста, 18 км на південний схід від Слатіни, 60 км на схід від Крайови.

## Населення
За даними перепису населення 2002 року у селі проживали 334 особи, усі — румуни. Рідною мовою 333 особи (99,7%) назвали румунську.